# Ołeksandr Ałeksandrowycz
Ołeksandr Jarosławowycz Ałeksandrowycz (ukr. Олександр Ярославович Александрович, ur. 1971) – ukraiński dyplomata, który od 2015 roku pełni służbę na stanowisku ambasadora Ukrainy w Serbii.
Ukończył studia lingwistyki i literatury światowej na Uniwersytecie Kijowskim oraz w zakresie polityki międzynarodowej w George Washington University. Od 1995 roku pracuje w dyplomacji ukraińskiej. Pracował m.in. w ambasadzie w USA (2006–2010 jako radca ds. ekonomicznych i kulturowych) oraz w Ministerstwie Spraw Zagranicznych na stanowisku dyrektora departamentu europejskiego.